# Datar (Mayong)
Datar is een bestuurslaag in het regentschap Japara van de provincie Midden-Java, Indonesië. Datar telt 2782 inwoners (volkstelling 2010).